# رينيه أنجليل
رينيه أنجليل (بالفرنسية: René Angélil) ‏(16 يناير 1942 - 14 يناير 2016) هو مغني ومدير كندي. ولد رينيه من عائلة سورية، وتزوج من المُغنية سيلين ديون سنة 1994، وأنجب منها 3 أطفال وبقي مديرها الفنّي حتى وفاته بسبب السرطان سنة 2016.

## حياته
ولد رينيه في مونتريال لأب سوري و ام لبنانية  هو كان كاثوليكي ملكي ودرس في مدرسة القديس فيتر.

## وصلات خارجية
- رينيه أنجليل على موقع IMDb (الإنجليزية)
- رينيه أنجليل على موقع ألو سيني (الفرنسية)
- رينيه أنجليل على موقع ميوزك برينز (الإنجليزية)
- رينيه أنجليل على موقع ديسكوغز (الإنجليزية)
- رينيه أنجليل على موقع قاعدة بيانات الفيلم (الإنجليزية)
- رينيه أنجليل على موقع كينوبويسك (الروسية)